# Lechbruck am See
Lechbruck am See, Lechbruck a.See – miejscowość i gmina w południowych Niemczech, w kraju związkowym Bawaria, w rejencji Szwabia, w regionie Allgäu, w powiecie Ostallgäu. Leży w Allgäu, około 15 km na południowy wschód od Marktoberdorfu, nad rzeką Lech.

## Demografia
| Rok  | Liczba mieszk. |
| ---- | -------------- |
| 1970 | 2158           |
| 1987 | 2248           |
| 2000 | 2522           |
| 2005 | 2524           |

## Polityka
Wójtem gminy jest Helmut Angl, poprzednio urząd ten obejmował Dietmar Hollmann. Rada gminy składa się z 14 członków.
|      | Lechbrucker Wahlgemeinschaft | CSU | FWG | Razem |
| 2008 | 3                            | 1   | 10  | 14    |
| 2002 | 14                           | -   | -   | 14    |

## Współpraca
Miejscowości partnerskie:
- Lendersdorf – dzielnica Düren, Nadrenia Północna-Westfalia
- Wildau, Brandenburgia